# 鼓童
鼓童（こどう、Kodo）は、新潟県佐渡市小木を拠点に国際的な公演活動を展開するプロ和太鼓集団である。設立は1981年。

## 概要
鼓童（こどう）という名称は、心臓の鼓動、および、子供（童）のように無心で太鼓を叩くという意味がある。
鼓童は、田耕と高山正行が立ち上げた太鼓集団「佐渡の國鬼太鼓座（さどのくに・おんでこざ）」をその前身としており、演目にある「モノクローム」（石井眞木作曲）は鬼太鼓座のために作曲された。「入破（じゅは）」は同じ作曲家が、鼓童誕生の際に書いた作品である。（鬼太鼓座からの分離独立については当該項目を参照。）また、「屋台囃子」などの民俗芸能を元とした楽曲も鬼太鼓座から受け継いだものである。鬼太鼓座の演奏は一種のストイックさが持ち味であったが、より演目や楽器の幅も広まり、わかりやすいものとなった。
「日本の伝統芸能を現代に再創造し、佐渡を拠点に、世界でコンサートを開いているプロの太鼓芸能集団」として、これまでにコンサートを開催した国は52ヶ国、総公演回数6500回（2020年11月26日現在）にのぼる。全米の主要都市、カナダ、イギリス（6都市）、ドイツ（8都市）、フランス、オーストリア、スイス、アイルランド、ベルギー、ルクセンブルク、オランダ、イタリア、ポルトガル、ノルウェー、フィンランド、エストニア、ギリシャ、トルコ、オーストラリア、ニュージーランド、トリニダード・トバゴ、ベネズエラ、ブラジル、コロンビア、等々。
ベルリン市制750周年祭、オーストラリア建国200周年祭、ノルウェー・オスロ『ノーベル平和賞100周年記念コンサート』など、市主催・政府主催の公的イベントからの招聘も多い。海外でのコンサートライブDVD・CDなどの収益面も含め、欧米を中心に数多くのファンを持ち、ニューヨーク・タイムズでは高く評価されている。
1994年には、アメリカ、日本公演を収録したビデオ・レーザーディスク「鼓童」が、フランス・カンヌ国際音楽産業見本市・映像音楽コンテストの「音楽ビデオ長編部門」にて最優秀賞を受賞している。
活動は、一年間の内、1/3が海外ツアー、1/3が日本国内ツアー、残り1/3を佐渡で過ごす。
毎年夏期になると、拠点の佐渡でアース・セレブレーションとよばれる国際芸術祭を主催している。
2017年には開催30周年を迎えた。アース・セレブレーションには海外から著名な奏者が招かれる他、日本国内からも様々な演奏者が集う。楽器や民族衣装などの販売も行われ、海外からの参加者も非常に多い。
正式な主催は鼓童を中心としたアース・セレブレーション実行委員会。大会長には佐渡市長が就任するなど、佐渡島をあげた祝祭となっている。助成に日本芸術文化振興会、佐渡市。後援は外務省、環境省、文化庁、新潟県、各国の大使館などが参加。

## 演目・楽器

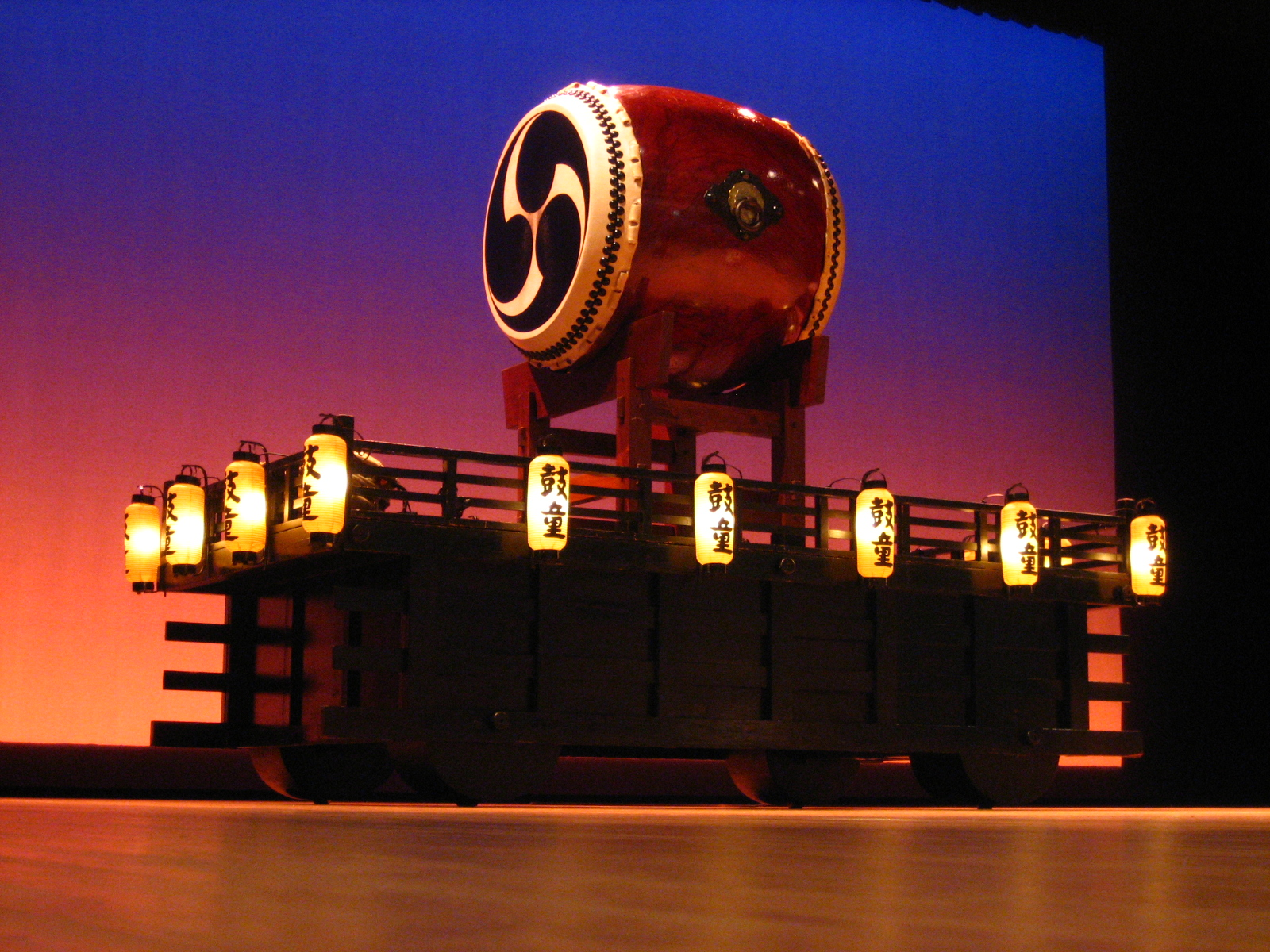
鼓童の使用する太鼓

鼓童の舞台は和太鼓を主に使うが、笛・三味線・踊り・唄などもあり、全体で一つの流れを構成する。曲は、日本各地の伝統芸能を素材にしたもの（「大太鼓」「屋台囃子」「三宅」「山唄」「西馬音内」他）、現代音楽の作曲家などに依頼してつくられたもの（「モノクローム」「千里馬」「カデン」他）、それからメンバー自身によるオリジナル（「族」「彩」「七節」他）がある。ツアーごとに演目は異なるが、公演は通常約1時間40分である。
使用する太鼓は、宮太鼓（くり抜き胴のもの）と桶太鼓（桶胴で、ロープで締めてあるもの）と締太鼓（くり抜き胴で、ロープで締めてあるもの）に大きく分類される。宮太鼓はさらに胴の大きさ・長さによって「大太鼓」「中太鼓」「平胴太鼓」と呼ぶ。今では稀少な国産産ケヤキの胴に、牛の一枚皮が片面ごとに張った大太鼓は、面の直径は3尺8寸（1m25cm）、屋台の部分も含めると重さは400kgになる。使用する数は、国内の一般公演だと30個～50個程度になる。
近年の舞台ではティンパニやグランカッサ(バスドラム) ドラムセット、フルートなどの西洋楽器も使用される。

## 沿革
- 1981年、結成。ベルリン芸術祭にてデビュー。イタリア・サンマリノ・旧西ドイツ・日本公演。

- 1982年、アメリカ（リンカーン・センター他）・カナダ・メキシコ・日本公演。

- 1983年、日本公演｡

- 1984年、中国・イタリア・フランス・スイス・イギリス・スウェーデン・デンマーク・旧西ドイツ・オランダ・アメリカ・日本公演｡台湾では7000人以上を集めたが、中国では500人ほどの客入りでそのほとんどが中途で帰ってしまった[3]。
  - ドイツオペラ打楽器奏者と組曲「輝夜姫」（石井眞木 作曲）初演。観客動員数がドイツオペラ座史上最高となる[3]。
  - ロサンゼルス・オリンピック芸術祭参加。

- 1985年、アメリカ（ケネディ・センター他）・カナダ・イギリス・オランダ・イタリア・スイス・フランス・日本公演｡
  - エジンバラ国際芸術祭参加。

- 1986年、トルコ・インドネシア・マレーシア・日本公演｡
  - トルコ日本週間､バリ芸術祭参加。

- 1987年、アメリカ・カナダ・イギリス・フランス・旧東/西ドイツ（ベルリン・フィルハーモニーホール他）・日本公演。
  - ロンドン・サドラーズ（ウェルズ劇場）2週間公演、完売。
  - ベルリン市制750周年祭参加。

- 1988年、アメリカ・トリニダード/トバゴ・ベネズエラ・ブラジル・コロンビア・オーストラリア・日本公演。
  - ニューヨーク・シティセンター1週間公演、完売。
  - ブラジル日系移民80周年祭、オーストラリア建国200周年祭参加。
  - 鼓童村開村。
  - 国際芸術祭『アース・セレブレーション』開始。

- 1989年、アメリカ・カナダ・旧西ドイツ・スイス・ベルギー・フランス・日本公演。
  - 「鼓童塾」開始。

- 1990年、アメリカ・フランス・イギリス・日本公演。
  - ニューヨーク（シティセンター）1週間公演、ロンドン・サドラーズ（ウェルズ劇場）2週間公演、完売。
  - CD『IRODORI』が日本ゴールドディスク大賞アルバム部門受賞。

- 1991年、アメリカ・カナダ・日本公演。
  - 特別少人数編成「鼓童"三人狂"」でガーナ・ナイジェリア・セネガル公演。
  - 鼓童塾を北アイルランドで開催。
  - 7月に東京の渋谷（オーチャードホール）で3日間の公演『Gathering』を開始。

- 1992年、アメリカ・カナダ・ドイツ・イタリア・スイス・ベルギー・オランダ・日本公演。
  - 三井広報委員会主催のフェスティバル『Close-up of Japan』参加（ベルリン・フィルハーモニーホール）。

- 1993年、アメリカ・カナダ・ポルトガル・イギリス・日本公演。
  - ロンドン、サドラーズ（ウェルズ劇場）2週間公演、完売。
  - 『Close-up of Japan』フェスティバル参加（リスボン、聖ジェロニモス修道院）。

- 1994年、アメリカ・日本公演。
  - ビデオ・レーザーディスク『鼓童』が、フランスのカンヌで開かれた『国際音楽産業見本市・映像音楽コンテスト』で音楽ビデオ長編部門の最優秀賞を受賞。
  - 積極的な海外公演とアース・セレブレーションの開催が高く評価され、外務大臣表彰、国際交流基金地域交流奨励賞などを受賞。
  - ハリウッド映画『ハンテッド(The Hunted)』の音楽を監督。

- 1995年、アメリカ・ベルギー・フランス・スイス・イタリア・ギリシャ・日本公演。
  - ニューヨーク（カーネギーホール）・ボストン（シンフォニーホール）・ワシントン（ケネディーセンター）・パリ市立劇場5日公演、完売。ギリシャ（パルテノン神殿麓のヘロド・アティクス音楽堂）2日公演、すべて完売。
  - 第37回日本レコード大賞特別賞受賞。

- 1996年、ベルギー・オランダ・フランス・ドイツ・イギリス・イスラエル・日本公演。
  - ロンドン・サドラーズ（ウェルズ劇場）2週間公演、完売。
  - 特別編成で、キューバ・ドミニカ共和国公演。

- 1997年、アメリカ・カナダ・日本公演。
  - ニューヨーク（カーネギーホール）2日公演、ボストン（シンフォニーホール）公演、完売。
  - 財団法人: 鼓童文化財団を設立。

- 1998年、スイス・フランス・クロアチア・ギリシャ・トルコ・アイルランド・ポルトガル・ドイツ・ベルギー・イギリス・日本公演。
  - パリ市立劇場5日公演、ロンドン（ロイヤルフェスティバルホール）5日公演、すべて完売。
  - スイスのニヨン『パレオ・フェスティバル』で3万7000人の動員を記録。
  - 鼓童文化財団による初の海外事業として、佐渡の文弥人形をイギリスで紹介、公演。
  - ブラジルのヘヴィメタル・バンド、セパルトゥラの楽曲「カマイタチ」に参加[4]。

- 1999年、アメリカ・日本公演。「交流学校公演」開始。新潟県知事表彰を受賞。

- 2000年、アメリカ・カナダ・韓国・中国・イギリス・オランダ・ベルギー・ドイツ（ベルリンフィルハーモニーホールほか）・スイス・イタリア・日本公演。

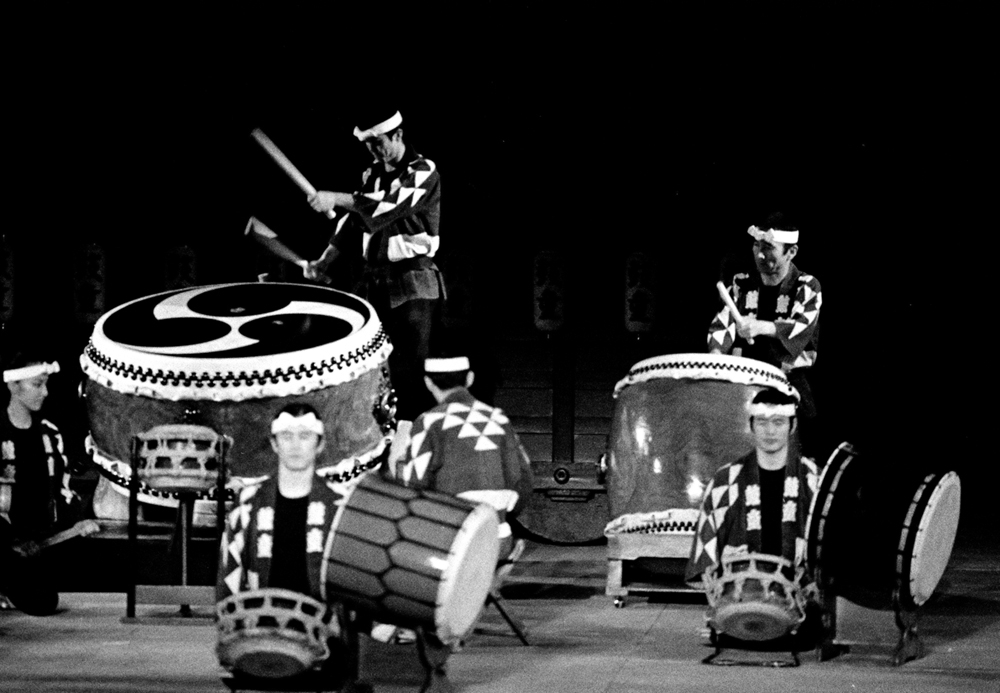
2000年

- 2001年、アメリカ・イギリス・ドイツ・オーストリア・ノルウェー・フィンランド・エストニア・日本公演。
  - 12月、ノルウェーのオスロにて『ノーベル平和賞100周年記念コンサート』に参加。

- 2002年、アメリカ・日本公演。
  - 北米に「鼓童アーツ・スフィア・アメリカ(KASA)」設立。
  - FIFA World Cup Korea/Japan関連イベント（ファーストマッチ前文化イベント、オフィシャルコンサート、決勝戦前夜祭）に出演。
  - 中国映画『HERO』（音楽: タン・ドゥン）サウンドトラックに参加。
  - CDアルバム『2002 FIFA World Cup Korea/Japan 公式アンセム』発売。

- 2003年、アメリカ・日本公演。
  - 「鼓童アーツ・スフィア・アメリカ(KASA)」主催の『北米ワークショップツアー』を開催。
  - 鼓童文化財団による地域循環型の新しい家具提案「アース・ファニチャー」本格始動。
  - 鼓童文化財団より鼓童叢書『佐渡のたらい舟～職人の技法』発刊。
  - 演出: 坂東玉三郎『鼓童ワン・アース・ツアー スペシャル』東京・名古屋・大阪・新潟・佐渡で計25公演。

- 2004年、イギリス・ポルトガル・ベルギー・ドイツ・イタリア・スイス・日本公演。
  - 『鼓童ワン・アース・ツアー スペシャル』のCD、DVDが発売。
  - ドキュメンタリー番組『鼓童 meets 玉三郎』 - NHKにて2時間25分にわたって放送。
  - 新作CDを鼓童村稽古場にてレコーディング。
  - 「アースファニチャー」一般販売を開始。

- 2005年、アメリカ・カナダ・日本公演。
  - 中越地震の被災地で慰問公演。
  - 日米文化会館25周年記念公演に出演。
  - CD『prism rhythm』を発表。
  - 琉球舞踊家・佐藤太圭子と琉球舞踊界の方々との特別公演『島結び』を開催。

- 2006年 
  - ベルギー・アイルランド・イギリス・ドイツ・オランダ・ポルトガル・スペイン・日本公演。
  - 鼓童結成25周年記念公演『アマテラス』開催。歌舞伎俳優・坂東玉三郎と共演。
  - 『フジロックフェスティバル』出演。
  - ワン・アース・キャラバン始動、ロシアを訪問。

- 2007年
  - アメリカ、カナダ、日本公演。
  - アース・セレブレーション20周年記念開催。
  - 歌舞伎座にて「アマテラス」公演。狂言とのコラボレーション「蓬莱貴譚」公演。
  - 佐渡太鼓体験交流館の鼓童文化財団による委託運営を開始。

- 2008年
  - イギリス、アイルランド、ベルギー、ルクセンブルク、ドイツ、オランダ、スイス、日本公演。
  - 日系移民100周年記念南米ツアー（ブラジル・アルゼンチン）実施。
  - 鼓童十二月公演スペシャル「鼓童＋新日本フィルハーモニー交響楽団」で「モノプリズム」共演。

- 2009年
  - カナダ、アメリカ、イタリア、クロアチア、イギリス、ギリシャ、トルコ、ドイツ、フランス、スペイン、ベルギー、スイス、日本公演。
  - イタリアにてイタリア聖チェチーリア音楽院オーケストラと「モノプリズム」共演。
  - オーストラリアにて太鼓グループ「TaikOz」と共演。
  - 鼓童「うぶすな」公演開催。
  - 坂東玉三郎演出「打男 DADAN」公演開催。

- 2010年
  - オランダ、フィンランド、デンマーク、ドイツ、イギリス、アイルランド、ロシア、イスラエル、スイス、オーストリア、日本公演。
  - パリ・オペラ座にて「Kaguyahime 輝夜姫」に出演。
  - 鼓童「うぶすな」公演、「打男 DADAN」再演。
  - フランス・コルシカ島のボーカルグループ、ア・フィレッタと佐渡・コルシカ島で共演。
  - DVD「打男 DADAN」リリース。

- 2011年
  - アメリカ、カナダ、日本にて結成30周年スペシャル公演。
  - 鼓童結成30周年記念CD「暁」、書籍「いのちもやして、たたけよ。」発売。
  - 響きの森文京シビックホール10周年記念 文の京特別演奏会「東京フィル×鼓童」出演。
  - 「岡本太郎生誕100年バースデーイベント TARO100祭」出演。
  - WOWOW特別番組「ブルーマン×鼓童 BLUE MAN MEETS 和太鼓！」出演。
  - 東日本大震災被災地慰問公演実施。
  - 英国王室臨席公演「The Royal Variety Performance 2011」出演。
  - 佐渡・小木町商工会より「地域貢献功労団体」受賞。
  - 鼓童文化財団、公益財団法人へ移行。
- 2012年
  - 坂東玉三郎を芸術監督に招聘。
  - 結成30周年ヨーロッパツアー。
  - パリ・シャトレ座にて「打男」公演。
  - 坂東玉三郎芸術監督作品 第一弾 ワンアースツアー「伝説」初演。
  - 「鼓童 佐渡特別公演」開始。
  - バレエ作品「輝夜姫 Kaguyahime: The Moon Princess」に出演。
  - 旧金毘羅大芝居（金丸座）にて「坂東玉三郎特別公演」に出演。
  - 特別編成公演「花結」アメリカツアー。
  - 鼓童創設メンバーを「鼓童名誉団員」に。
- 2013年
  - 「伝説」アメリカ、日本ツアー。
  - 浅草公会堂での連続公演を開始。
  - 鼓童、坂東玉三郎共演作品「アマテラス」再演。
    - 東京、京都南座、福岡博多座の全67回公演完売。

  - バレエ作品「輝夜姫 Kaguyahime」パリオペラ座（ガルニエ宮）公演に出演。
  - 旧金毘羅大芝居（金丸座）にて「坂東玉三郎特別公演」に出演。
  - 坂東玉三郎芸術監督作品 第二弾 ワンアースツアー「神秘」初演。
  - 坂本冬美「男の火祭り」レコーディングに参加。
    - NHK紅白歌合戦で坂本冬美と共演。
    - TBS「輝く！日本レコード大賞」で坂本冬美と共演。

  - 文化庁文化交流大使として藤本吉利、小島千絵子が海外派遣。
- 2014年
  - 「伝説」ヨーロッパ公演、「神秘」日本公演。
  - 坂東玉三郎芸術監督作品 第三弾 ワンアースツアー「永遠」初演。
  - 「打男」フランス、スペイン公演。
  - 特別編成公演「花結」ハワイツアー実施。
  - 宿泊研修施設「深浦学舎」オープン。
  - 鼓童文化財団「地域づくりコース」開設。試行第一期スタート。
  - 認知症介護予防講座「EXADON」の取り組み開始。
  - DVD「伝説」CD「神秘」リリース。
- 2015年
  - 「神秘」北米公演、「永遠」日本公演、「打男」東京、中国公演。
  - 坂東玉三郎芸術監督作品 第四弾 ワンアースツアー「混沌」初演。
  - 鼓童、坂東玉三郎共演作品「アマテラス」再演。
  - 鼓童特別公演2015「道 」初演。
  - 大阪フィルハーモニー交響楽団と「モノプリズム」で共演。
  - ロシアで開催の「ロシア・日本 平和友好文化フェスティバル」にて岩田守弘と共演。
  - カナダにてバレエ作品「輝夜姫 Kaguyahime: The Moon Princess」に出演。
  - 「交流学校公演」初の海外公演。
  - 「アジア「伝統芸能」の架け橋プロジェクト」インドネシア・バリ島で公演と現地交流。
  - 坂本雅幸監修 調律桶太鼓【奏】がグッドデザイン賞、特別賞「グッドデザイン・ものづくりデザイン賞」受賞。
- 2016年
  - 「鼓童 創立35週年記念コンサート」を3日間に渡りサントリーホールにて開催。
    - 1日目 「出逢い」 新日本フィルハーモニー交響楽団と共演。
      - 「浮島神楽」伊佐治直作曲 世界初演
      - 「紺碧の彼方」猿谷紀郎作曲 世界初演
      - 「モノプリズム」石井眞木作曲
      - 「宇宙の歌」冨田勲作曲

    - 2日目 「飛翔」  ダンスグループ BLUE TOKYO とDAZZLEと共演。
    - 3日目 「螺旋」  坂東玉三郎芸術監督作品 第五弾「螺旋」初演。

  - 鼓童プレミアムコンサート「坂東玉三郎がいざなう鼓童の世界」日本ツアー。坂東玉三郎が鼓童の舞台を解説する新しい形の公演。
  - 鼓童浅草特別公演「若い夏」開催。舞台美術、ポスター題字を左官職人の挾土秀平が担当し、若手メンバーが中心に新しい鼓童の形を表現。
  - 「螺旋」日本ツアー、「混沌」日本ツアー開催。
  - 「神秘」ヨーロッパツアー、「打男」ブラジルツアー開催。
  - 初のシンガポール公演を開催。日星外交関係樹立50周年記念事業「Super Japan」のオープニングイベントに出演。
  - ANAサイト「Is Japan Cool ?」で新曲「MATSURI」を披露。

- 2017年
  - 坂東玉三郎×鼓童特別公演「幽玄」日本公演
  - 「坂東玉三郎がいざなう鼓童の世界」日本ツアー
  - 「道」日本ツアー
  - 「若い夏」日本ツアー
  - 「打男 DADAN 2017」国内・アメリカツアー
  - ヨーロッパで太鼓ワークショップツアー実施
  - 「初音ミク×鼓童スペシャルライブ」
  - 石川さゆり「45周年記念リサイタル」に出演
  - AIのシングル曲「最後は必ず正義が勝つ」に参加
  - 「NO LIMITS SPECIAL 2017 上野（東京都主催）」
  - 「ISETAN BON DANCE 2017」に出演
  - ローランド株式会社との世界初の「電子担ぎ太鼓」の共同開発を発表。
- 2018年
  - 鼓童ワン・アース・ツアー「Evolution」ヨーロッパツアー
  - 「道」日本ツアー
  - 「巡 -MEGURU-」日本初演
  - 新作歌舞伎「幽玄」[5]に囃子方として出演（歌舞伎座）
  - パリで「Kodo Next Generation」を上演（仏・太陽劇団による招聘）
  - エジプト公演（国際交流基金主催）
  - 「黄金の秋2018」（ロシア農業省主催／モスクワ、クレムリン劇場）
  - 「初音ミク×鼓童スペシャルライブ2018」
  - 「FUJI ROCK FESTIVAL’18」出演
  - 藤本吉利の太鼓歴50周年記念公演「たいこわらべ」を開催。

- 2019年
  - 鼓童ワン・アース・ツアー「Evolution」北米ツアー、中国ツアー
  - 「道」日本ツアー
  - 鼓童浅草特別公演「粋」、千秋楽で三社祭の神輿が舞台に登場
  - ラグビーW杯開会式に住吉佑太が出演
  - 「日中韓芸術祭2019」（韓国・仁川）
  - 国立競技場オープニングイベントに出演
  - 小島千絵子芸歴40周年記念公演「千の舞」 を開催
  - 太鼓音楽文化の社会還元を目的とした「鼓童提供楽曲」第一弾「春風」を配信開始
- 2020年
  - 創立40周年ツアー第一弾「鼓」初演。
  - 新型コロナウイルス感染拡大の影響を受け、鼓童ワン・アース・ツアー「Legacy」ヨーロッパ公演ツアーが途中で中断され、「鼓童×ロベール・ルパージュ〈ＮＯＶＡ（ノーヴァ）〉」の全24公演が中止となるなど、多くの公演がキャンセルや延期となる。
  - 一方でインターネットを通じての新しい表現形態として、公演などの配信や音源提供、デジタルアルバム配信など、様々な発信を行う。
  - 「アース・セレブレーション」をオンラインで開催。
  - 「鼓童ハートビートラヂオ」開始。デジタルアルバム「The Heartbeat Laboratories『Alatane（アラタネ）』」配信開始。
  - 倉本聰氏の舞台「屋根」に音楽提供。
  - 読売巨人軍とのコラボレーションの第１弾として東京ドームの場内演出のための楽曲を提供。

## 受賞
- 日本ゴールドディスク大賞 アルバム部門（1990年）
- 国際音楽産業見本市 映像音楽コンテスト音楽ビデオ長編部門 最優秀賞（フランス 1994年）
- 外務大臣表彰、国際交流基金地域交流奨励賞（1994年）
- 第37回日本レコード大賞 特別賞（1995年）
- 新潟県知事表彰（1999年）
- 第12回ふるさとイベント大賞 大賞（総務大臣表彰）（2008年）
- 第33回松尾芸能賞 邦楽優秀賞（2012年）

## 運営組織
- 太鼓芸能集団 鼓童（こどう）-太鼓を中心とした伝統的な音楽芸能に無限の可能性を見いだし、現代への再創造を試みる集団。
- 株式会社 北前船（きたまえせん）- 太鼓芸能集団「鼓童」の公演活動ならびに創造活動全般の企画制作。
- 有限会社 音大工（おとだいく）- 音楽著作権の管理、および音楽ソフトの企画制作。
- 公益財団法人 鼓童文化財団 - 社会教育や地域還元に重点を置いた公益活動、研修所の運営。

## 鼓童村
鼓童村は、伝統文化（特に民俗芸能・工芸）の調査研究や修得および再創造を通じて、特色ある地域文化を創り出すと同時に、世界中から集まった人々との交流の中から地球文化を模索し、生み出していく場である。豊かな自然と独特の文化・歴史をもつ佐渡は、こうした活動に理想的な場所である。その南端に位置する小木半島の中央部に3万坪の土地を確保し、1988年から1992年にかけて本部棟、住居棟、ゲストハウスである和泉邸、稽古場棟・工房が完成した。
鼓童村のある小木町で毎年8月第4週の土日に行われる小木港祭りには、小木港振興会より依頼を受け、祭り初日の午後に『祭り太鼓の会』として鼓童が祭りに参加している。

## メンバー
舞台メンバー33名（男性24名、女性9名）、スタッフ31名、またこのほかに研修生、アルバイトなどを含めると、関係者は総勢で約120名程である。舞台メンバーの年齢は20代前半～60代後半まで幅広い。佐渡出身者はスタッフに数名のみ、大半が全国各地の出身者である（2017年9月現在）。

### 選考法
研修生（スタッフ志望者も含む）は、佐渡島内の旧・岩首中学校校舎を利用した宿舎で2年間共同生活を実施、研修所修了後に準メンバー選考が行われ、さらに1年間の実地研修をした後、正式メンバー選考が行われる。

### 現メンバー
（2024年8月現在）
- 藤本𠮷利 （ふじもと よしかず）
- 小島千絵子 （こじま ちえこ）
- 藤本容子 （ふじもと ようこ）
- 山口幹文 （やまぐち もとふみ）
- 齊藤栄一 （さいとう えいいち）
- 見留知弘 （みとめ ともひろ）
- 宮崎正美（みやざき まさみ）
- 船橋裕一郎 （ふなばし ゆういちろう）
- 阿部好江 (あべ よしえ)
- 石塚 充 （いしづか みつる）
- 中込健太 （なかごめ けんた）
- 小松崎正吾（こまつざき しょうご）
- 住吉佑太（すみよし ゆうた）
- 地代純（じだい じゅん）
- 三浦康暉 （みうら こうき）
- 鶴見龍馬（つるみ りょうま）
- 池永レオ遼太郎（いけなが れお りょうたろう）
- 北林玲央（きたばやし れお）
- 三浦友恵（みうら ともえ）
- 米山水木（よねやま みずき）
- 小平一誠（こひら いっせい）
- 前田順康（まえだ まさやす）
- 吉田航大（よしだ こうだい)
- 木村佑太（きむら ゆうた）
- 三枝晴太（さえぐさ せいた）
- 平田裕貴（ひらた ゆうき）
- 山脇千栄（やまわき ちえ）
- 渡辺ちひろ（わたなべ ちひろ）
- 小野田太陽（おのだ たいよう）
- 詫間俊（たくま しゅん）
- 定成啓（さだなり けい）
- 中谷憧（なかたに しょう）
- 新山萌（にいやま もえ）
- 野仲純平（のなか じゅんぺい）
- 廣嵜一馬 (ひろさき　かずま)
- 小川蓮菜 (おがわ　はな)

### 準メンバー
(2025年2月現在)
- 勝部しずく（かつべ しずく)

- 原田斗嗣（はらだ とうじ)

- 木村優月（きむら ゆずき)

- 髙木輝石（たかぎ きせき)

- 田中大成（たなか たいせい)

### 元メンバー
- 林英哲 1971（鼓童の前身「佐渡の國 鬼太鼓座（おんでこざ）」の創設に参加）-1981年

- 近藤克次  1976 - 1993 年
- 富田和明  1977 - 1989 年
- 山口経生  1981 - 1982 年
- 佐藤隆司  1982 - 1989 年
- 十河伸一  1982 - 1988 年
- 中川洋  1982 - 1984 年
- 中川秀美  1983 - 1984 年
- レナード衛藤  1984 - 1992 年
- 林田博幸  1985 - 1991 年
- 鈴木雅裕  1985 - 1987 年
- 吉永憲司  1985 - 1986 年
- 金子竜太郎  1987 - 2007 年
- 狩野泰一  1987 - 1997 年
- 増渕和弘  1987 - 1996 年
- 松崎達郎  1987 - 1992 年
- 久保田詠子  1987 - 1991 年
- 黒沢万里子  1988 - 1991 年
- 栗田完  1988 - 1992 年
- 村山二朗  1989 - 1991 年
- 齋藤秀之  1989 - 2004 年
- 千田倫子  1990 - 2017 年
- 内藤哲郎  1991 - 2002 年
- 南條明  1992 - 2004 年
- 森久之  1993 - 1996 年
- 芹澤克修  1993 - 1994 年
- 鬼澤綾子  1994 - 2012 年
- 井上佐知子  1994 - 2004 年
- 柳理子  1995 - 2002 年
- 西野貴人  1995 - 2000 年
- 阿部一成  1996 - 2009 年
- 辻勝  1996 - 2016 年
- 堀つばさ  1997 - 2010 年
- 松浦充長  1997 - 2017 年
- 渡辺薫  2000 - 2006 年
- 小田洋介  2001 - 2017 年
- 阿部研三  2002 - 2014 年
- 坂本雅幸  2005 - 2017 年
- 斎藤菜月  2005 - 2010 年
- 吉井盛悟  2005 - 2013 年
- 高橋勅雄  2006 - 2011 年
- 前田剛史  2007 - 2017 年
- 島内博子  2007 - 2010 年
- 内田依利  2009 - 2019 年
- 箕輪真弥  2011 - 2019 年
- 立石雷  2011 - 2015 年
- 井上陽介  2012 - 2014 年
- 安藤明子  2012 - 2017 年
- 花岡哲海  2012 - 2016 年
- 漆久保晃佑  2013 - 2016 年
- 神谷俊一郎  2014 - 2017 年
- 小池将也  2015 - 2017 年
- 住吉麻梨子 2010 - 2015年
- 渡辺健吾 2015 - 2020年
- 大塚勇渡 2016 - 2020年
- 草洋介 2010 - 2020年

## 書籍
- ダグラス・ブルックス『佐渡のたらい舟: 職人の技法』鼓童文化財団〈鼓童叢書 1〉、2003年11月1日。ISBN 978-4902377002。 NCID BA65799472。
- 財団法人 鼓童文化財団『いのちもやして、たたけよ。―鼓童30年の軌跡』出版文化社、2011年6月26日。ISBN 978-4883384495。 NCID BB06555869。